# 유자와 마사토
유자와 마사토(일본어: 湯澤 聖人, 1993년 10월 10일 ~ )는 일본의 축구 선수이다. 현재 J1리그의 아비스파 후쿠오카에서 뛰고 있다.

## 구단 경력
그는 2016년부터 J리그의 가시와 레이솔, 교토 상가 FC, 방포레 고후, 아비스파 후쿠오카에서 뛰었다.